# Sagartia problematica
Sagartia problematica is een zeeanemonensoort uit de familie Sagartiidae. De anemoon komt uit het geslacht Sagartia. Sagartia problematica werd in 1922 voor het eerst wetenschappelijk beschreven door Pax. 